# Batalha de Caporetto
A Batalha de Caporetto (também conhecida como Décima segunda Batalha do Isonzo; ou Batalha de Karfreit como foi chamada pelos alemães), aconteceu de 24 de outubro a 9 de novembro de 1917, no local próximo a atual localidade de Kobarid (Caporetto em italiano, Karfreit em alemão), no noroeste da (Eslovênia). Confrontaram-se os exércitos do Império Austro-Húngaro e de seus aliados alemães contra os do Reino de Itália.
Na luta, as forças austro-húngaras, reforçadas por unidades alemãs, conseguiram penetrar na linha de frente italiana e derrotar as forças italianas que as opunham. A batalha foi uma demonstração da eficácia do uso de tropas de assalto e das táticas de infiltração desenvolvidas, em parte, por Oskar von Hutier. O uso de gás venenoso pelos alemães também desempenhou um papel fundamental no colapso do Segundo Exército Italiano.

## A batalha
A situação no fronte italiano na Primeira Guerra Mundial seguia num impasse estratégico mas após inúmeras batalhas ao longo do rio Isonzo, parecia que os italianos poderiam quebrar as linhas de defesa dos austro-húngaros. O comandante alemão, Paul von Hindenburg, contudo, não iria deixar que a Entente sobrepujasse a Áustria. Hindenburg estava determinado a manter o seu aliado no conflito e planejou enviar o exército imperial alemão para intervir no fronte italiano em favor dos austro-húngaros. Em setembro de 1917, o Estado-Maior Alemão decidiu atacar a região de Caporetto, considerado um setor tranquilo. Para a ofensiva foi juntado seis divisões alemãs, sob comando do general Otto von Below, e nove divisões austro-húngaras, sob a liderança do marechal Svetozar Boroević.
A ofensiva começou a 24 de outubro de 1917, após um atraso devido ao mau tempo. Os alemães usaram, além de artilharia convencional, vários agentes químicos, como cloro, arsênio e difosgênio, cobrindo de gás tóxico as trincheiras italianas. Mais de dois mil canhões abriam fogo enquanto as tropas das Potências Centrais avançavam. Os ataques iniciais não sofreram grande resistência, mas nos flancos os italianos se reagrupavam e contra-atacavam. Contudo, as forças do general von Below prosseguiam marchando pelo centro, quebrando a coesão das linhas italianas, ameaçando o colapso de toda a frente de batalha.
O general Luigi Capello, que comandava suas tropas em estado febril, percebeu que seus homens não tinham condições de continuar lutando. Ele queria organizar uma retirada até o rio Tagliamento, mas o marechal Luigi Cadorna não autorizou tais movimentos. Enquanto isso, os alemães continuavam avançando com impunidade. Seus soldados estavam descansados e melhor armados se comparado aos seus oponentes. O exército alemão possuía, por exemplo, a versão móvel da metralhadora MG 08 e vários de seus homens carregavam modernos lança-chamas, granadas de mão e morteiros leves. Os italianos, exauridos depois de dois anos de violentos combates na fronteira montanhosa com a Áustria, não podiam fazer frente ao determinado inimigo e estavam à beira do colapso. Foi somente a 30 de outubro que Cadorna finalmente ordenou a retirada até o Tagliamento. Levou quatro dias para os italianos cruzarem o rio, com os alemães e austro-húngaros no seu encalço. Em 2 de novembro, tropas alemãs estabeleceram uma cabeça de praia no Tagliamento. Contudo a ofensiva começou a perder força, principalmente devido as suas linhas de suprimentos estarem bastante esticadas naquela altura. Assim, os alemães tiveram de se deter, dando tempo para o marechal Cadorna recuar todos os seus homens em boa ordem e coloca-los em posição defensiva ao longo do rio Piave e no Monte Grappa, onde os Aliados finalmente detiveram os austro-húngaros. Os alemães, naquele momento, já não tinham mais recursos para se manter na ofensiva e perderam a iniciativa. Ainda assim, a batalha em Caporetto foi um sucesso para as Potências Centrais.
Os italianos sofreram pesadas baixas. Pelo menos dez mil soldados foram mortos, com outros trinta mil feridos e 265 mil aprisionados. Os austro-húngaros e alemães avançaram mais de cem quilômetros em direção a Veneza antes de se detiverem no Rio Piave. Ali, os italianos, reforçados por tropas francesas, britânicas e estadunidenses, conseguiram estabelecer uma forte linha defensiva (Batalha do Rio Piave) que mais tarde serviu de apoio na Batalha de Vittorio Veneto, onde o exército austro-húngaro foi derrotado de forma decisiva.
A batalha levou à conferência de Rapallo e à criação do Supremo Conselho da Guerra, no qual os Aliados unificaram suas estratégias e melhoram as operações conjuntas.
Luigi Cadorna, que era o chefe das forças italianas, não resistiu ao vexame em Caporetto e foi dispensado do seu posto de comando e foi substituído por Armando Diaz e Pietro Badoglio.
Após a batalha, o termo "Caporetto" ganhou uma conotação na língua italiana no sentido de derrota e desastre.
A sangrenta batalha foi descrita por Ernest Hemingway em seu romance A Farewell to Arms (Adeus às Armas).
O comandante alemão Erwin Rommel participou da batalha e fez fama no exército alemão liderando sua companhia e capturando mais de 3 000 italianos. Ele brilhou, por exemplo, na tomada do Monte Matajur, a sudoeste de Caporetto.[carece de fontes?]

## Fotos

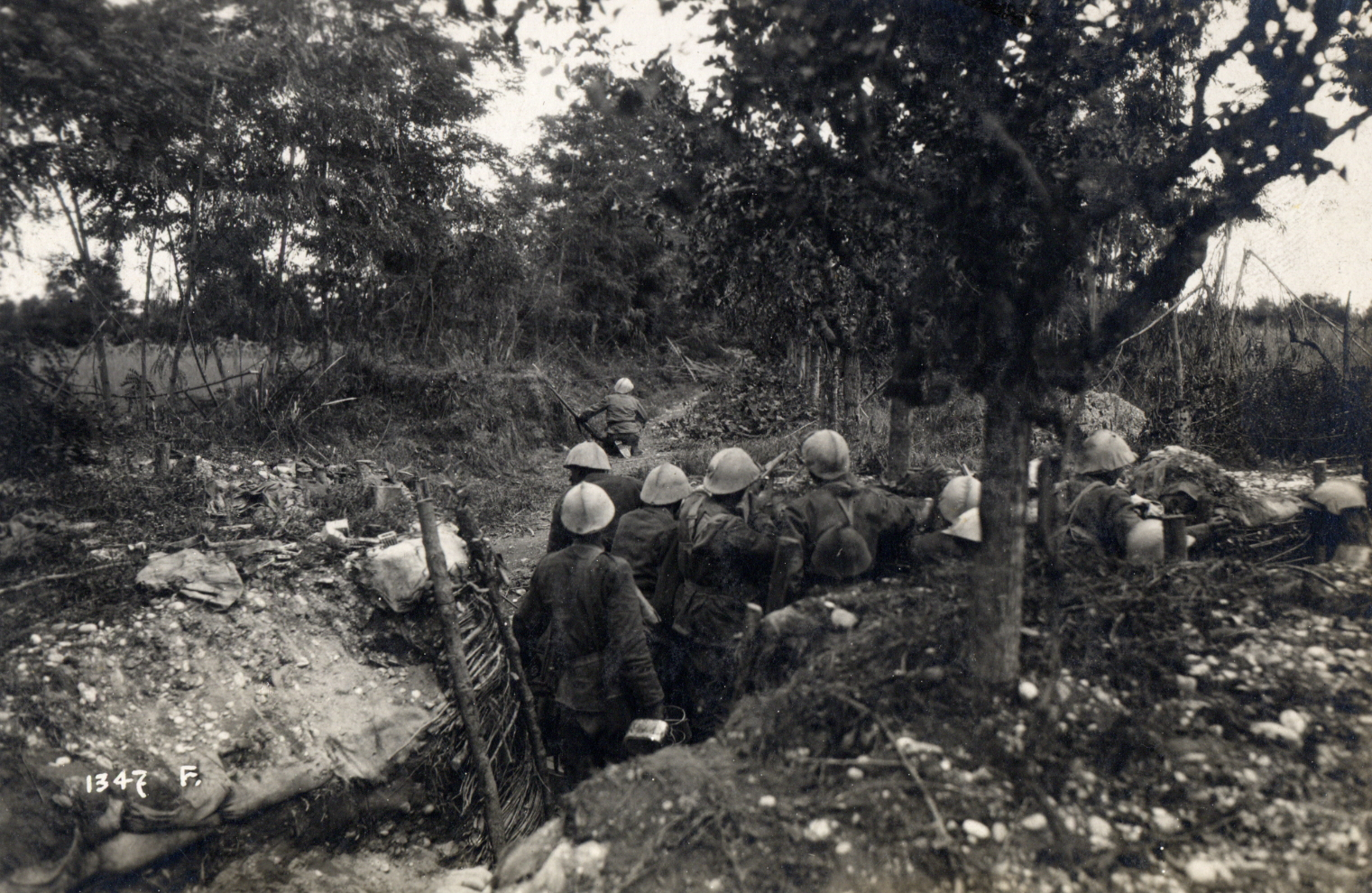
Tropas italianas entrincheiradas perto do rio Piave.
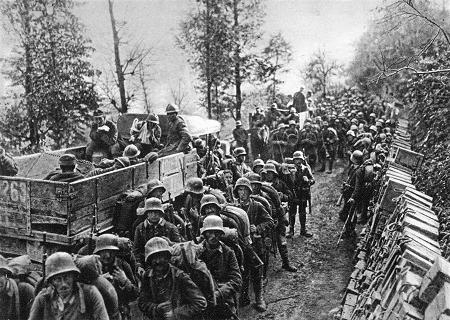
Forças alemães marchando na região do rio Isonzo.
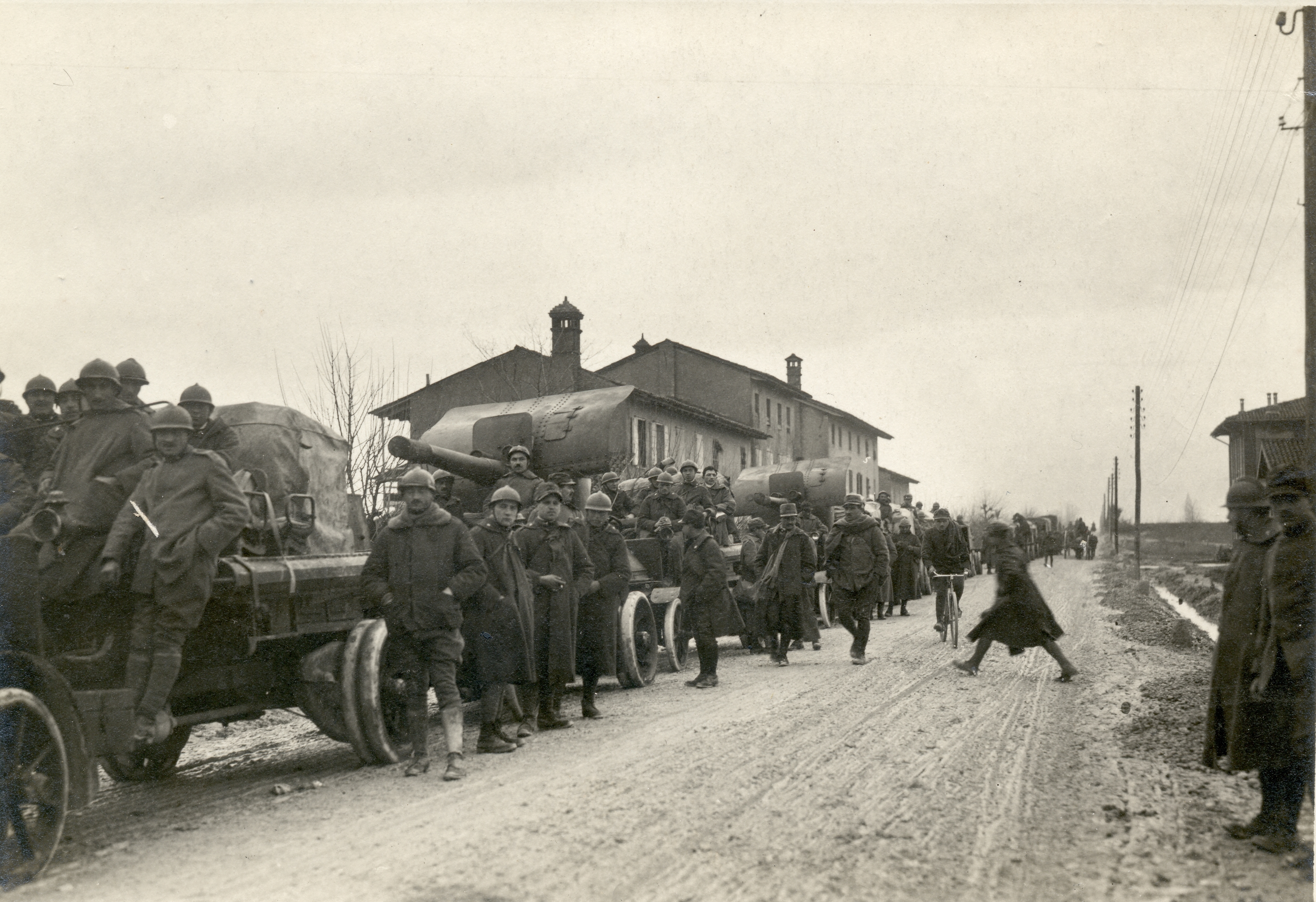
Soldados italianos indo para o combate.
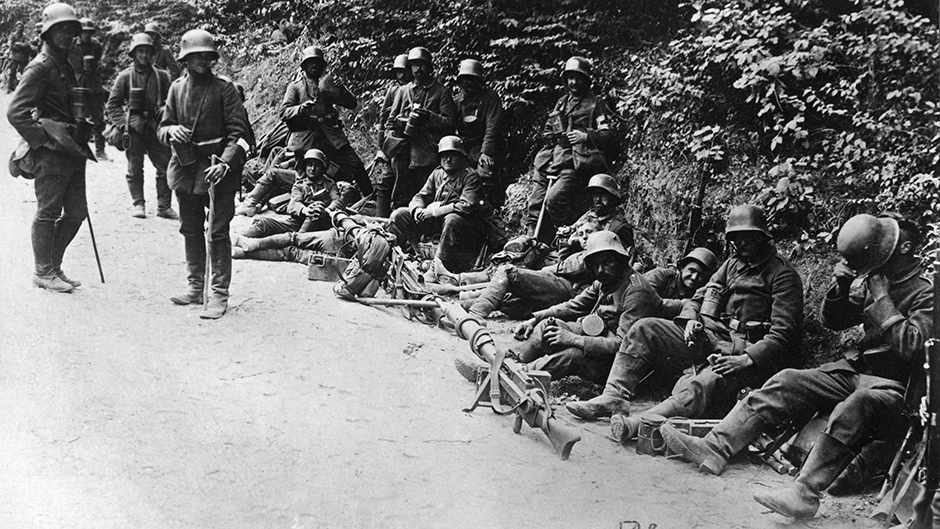
Tropas alemãs na Itália.